# Zedd
Anton Zaslavski (rusky: Антон Игоревич Заславский, Anton Igorevič Zaslavský; narozen 2. září 1989), známý spíše pod přezdívkou Zedd (zɛd), je rusko-německý hudebník, hudební producent a DJ. Zaměřuje se převážně na žánr electro house, ale čerpá také z progressive house, dubstepu či klasické hudby. Mezi jeho nejznámější produkce patří písně Clarity, která se umístila na osmém místě v hitparádě Billboard Hot 100 a na prvním místě hitparády US Hot Dance Club Play; a Break Free, která se vyšplhala na čtvrté místo v Billboard Hot 100 a na první místo hitparády Dance/Electronic Songs. Také vyhrál Cenu Grammy za nejlepší taneční nahrávku na 56. ročníku Cen Grammy za píseň Clarity.

## Dětství
Anton Zaslavski se narodil 2. září 1989 v Saratově v Rusku. Ve třech letech se přestěhoval do města Kaiserslautern v Německu, kde později započal svou kariéru. Jeho rodiče byli oba hudebníci. Jeho otec Igor Zaslavski je kytarista a učitel na škole a jeho matka učí na klavír. Ve čtyřech letech začal hrát na klavír a ve dvanácti na bubny. Má staršího bratra jménem Arkadi.

### Studiová alba

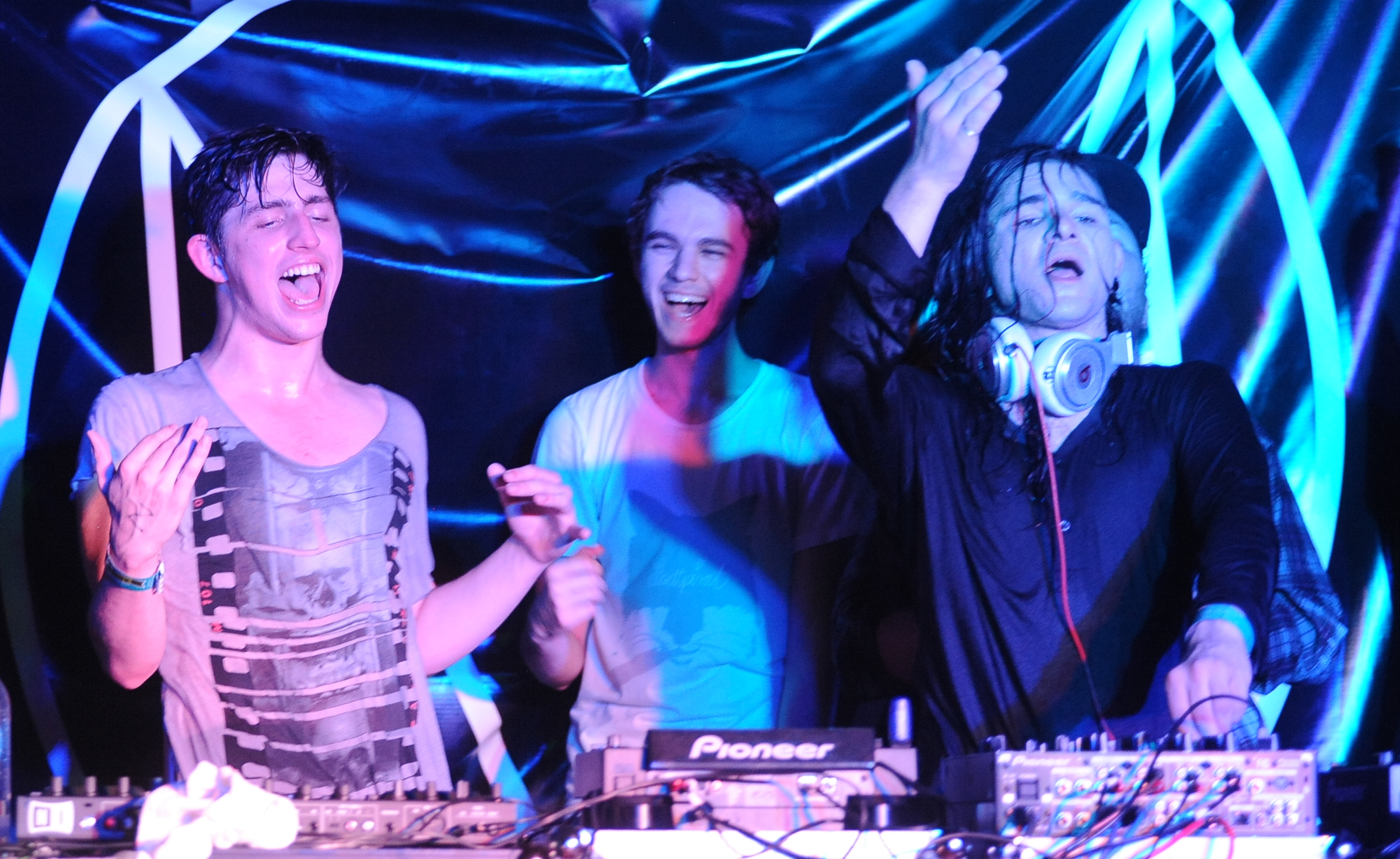
Zleva: Porter Robinson, Zedd, Skrillex vystupující na SXSW, 16. března 2012.

## Diskografie

### EP
| Rok  | Název alba                | Datum vydání      | Vydavatel       |
| ---- | ------------------------- | ----------------- | --------------- |
| 2011 |                           | 28. března 2011   | Bugeyed Records |
| 2011 | Shave It - The Aftershave | 8. listopadu 2011 | OWSLA           |
| 2012 | Stars Come Out (Remixes)  | 13. února 2012    | Dim Mak         |
| 2012 | Spectrum                  | 31. července 2012 | Interscope      |
| 2013 | Clarity (Remixes)         | 12. února 2013    | Interscope      |

### Produkce
| Rok  | Název skladby     | Umělec        | Datum vydání       | Album         |
| ---- | ----------------- | ------------- | ------------------ | ------------- |
| 2012 | I Don't Like You  | Eva Simons    | 26. března 2012    | EVA-LUTION    |
| 2012 | Beauty and a Beat | Justin Bieber | 12. listopadu 2012 | Believe       |
| 2013 | Heaven            | Namie Amuro   | 10. července 2013  | Feel          |
| 2013 | G.U.Y             | Lady Gaga     | 6. listopadu 2013  | Artpop        |
| 2013 | Aura              | Lady Gaga     | 6. listopadu 2013  | Artpop        |
| 2013 | Donatella         | Lady Gaga     | 6. listopadu 2013  | Artpop        |
| 2014 | Break Free        | Ariana Grande | 2. července 2014   | My Everything |
| 2017 | Stay              | Zedd          | 18. dubna 2017     |               |
| 2018 | The Middle        | Zedd          | 23. března 2018    |               |

### Remixy
| Rok  | Název skladby                           | Umělec                                |
| ---- | --------------------------------------- | ------------------------------------- |
| 2010 | No Regrets (SL Curtiz & Zedd Remix)     | Arbre Blass                           |
| 2010 | Witch Doktor                            | Armand Van Helden                     |
| 2010 | Nothin' on You                          | B.o.B feat. Bruno Mars                |
| 2010 | This Year                               | Dan Thomas feat. MAB                  |
| 2010 | Facebook Love                           | David May feat. Max Urban             |
| 2010 | Nasty (Zedd Vocal Remix)                | Erick Decks                           |
| 2010 | Weapon of Choice                        | Fatboy Slim                           |
| 2010 | I Feel Untouched (Zedd's Bigroom Remix) | FLX                                   |
| 2010 | Speedy P                                | Frowin Von Boyen                      |
| 2010 | Ho's & Disco's                          | Lucky Date                            |
| 2010 | Love Key 2010                           | Moussa Clarke                         |
| 2010 | Icarus Lives!                           | Periphery                             |
| 2010 | Scary Monsters and Nice Sprites         | Skrillex                              |
| 2010 | WEEKENDS!!!                             | Skrillex feat. Sirah                  |
| 2010 | Kid Yourself                            | SL Curtiz                             |
| 2010 | The Time (Dirty Bit)                    | The Black Eyed Peas                   |
| 2010 | Latin Fever                             | Wolfgang Gartner                      |
| 2011 | Ass on the Floor                        | Diddy – Dirty Money feat. Swizz Beatz |
| 2011 | Marry the Night                         | Lady Gaga                             |
| 2011 | Born This Way                           | Lady Gaga                             |
| 2011 | Save the World                          | Swedish House Mafia                   |
| 2012 | Breakn' a Sweat                         | Skrillex & The Doors                  |
| 2013 | Clarity                                 | Zedd                                  |
| 2013 | Push Play                               | Miriam Bryant                         |
| 2013 | Alive                                   | Empire of the Sun                     |
| 2014 | Rude                                    | Magic!                                |
| 2014 | Stay the Night                          | Zedd                                  |
| 2016 | Let Me Love You                         | DJ Snake feat. Justin Bieber          |

### Hudební klipy
| Rok  | Název skladby                                 | Režisér             | Datum vydání      | Vydavatel          |
| ---- | --------------------------------------------- | ------------------- | ----------------- | ------------------ |
| 2011 | Shave It                                      | Sean Stiegemeier    | 1. listopadu 2011 | OWSLA              |
| 2012 | Slam the Door                                 | Justin Nizer        | 12. ledna 2012    | OWSLA              |
| 2012 | Spectrum (feat. Matthew Koma)                 | Petro               | 15. srpna 2012    | Interscope Records |
| 2012 | Stache                                        | Roboto              | 2. října 2012     | Interscope Records |
| 2013 | Clarity (feat. Foxes)                         | Jodeb               | 11. ledna 2013    | Interscope Records |
| 2013 | Stay the Night (feat. Hayley Williams)        | Daniel Cloud Campos | 23. září 2013     | Interscope Records |
| 2014 | Find You (feat. Matthew Koma & Miriam Bryant) | Jodeb               | 16. března 2014   | Interscope Records |
| 2015 | I Want You To Know (feat. Selena Gomez)       | Brent Bonacorso     | 10. března 2015   | Interscope Records |
| 2015 | Beautiful Now (feat. Jon Bellion)             | Jodeb               | 11. června 2015   | Interscope Records |

## Ocenění a nominace
| Rok  | Ceremoniál               | Nominace              | Kategorie                                    | Výsledek  |
| ---- | ------------------------ | --------------------- | -------------------------------------------- | --------- |
| 2013 | MTV Video Music Awards   | Clarity (feat. Foxes) | Artist To Watch                              | nominace  |
| 2013 | American Music Awards    | Zedd                  | Favorite Electronic Music Artist             | nominace  |
| 2014 | Grammy Awards            | Clarity (feat. Foxes) | Best Dance Recording                         | vítězství |
| 2014 | iHeartRadio Music Awards | Clarity (feat. Foxes) | EDM Song of the Year                         | nominace  |
| 2014 | Billboard Music Awards   | Zedd                  | Top Dance/Electronic Artist                  | nominace  |
| 2014 | Billboard Music Awards   | Clarity (feat. Foxes) | Top Dance/Electronic Song                    | nominace  |
| 2014 | Billboard Music Awards   | Clarity (album)       | Top Dance/Electronic Album                   | nominace  |
| 2014 | Teen Choice Awards       | Zedd                  | Choice Music – Electronic Dance Music Artist | nominace  |
| 2014 | MTV Video Music Awards   | Stay the Night        | MTV Clubland Award                           | vítězství |
| 2014 | MTV Europe Music Awards  | Zedd                  | Best Push Act                                | nominace  |
| 2014 | DJ Awards                | Zedd                  | Best Electro DJ                              | nominace  |